# Politische Ideologie
Eine politische Ideologie (auch Ideologismus, siehe -ismus) oder Strömung ist die Gesamtheit der Ideen, Vorstellungen und Theorien zur Begründung und Rechtfertigung politischen Handelns. Wie bei jeder wertneutral verstandenen Ideologie sind es in erster Linie die Grundeinstellungen und Wertvorstellungen, die von ihren Anhängern geteilt und für wahr gehalten werden. Politische Programme basieren immer auf bestimmten Wertesystemen. Typisch für politische Ideologien ist zudem die Kombination von bestimmten Interessen mit der starken Absicht zu ihrer konkreten politischen und sozialen Umsetzung. Eine Ideologie möchte die Welt nicht nur erklären, sondern auch beeinflussen, so dass politische Ideologien Ausdruck verfestigter politischer Normen und Einstellungen mit einem normativen Gestaltungsanspruch sind. Sie motivieren das politische Verhalten der Menschen und sind damit ein wesentlicher Teil politischer Orientierung.
Die grundlegenden, modernen politischen Ideologien sind Liberalismus (Betonung der Freiheit), Sozialismus (Betonung der Gleichheit) und Konservatismus (Betonung von gesellschaftlichen Traditionen).

## Vom ideologischen Standpunkt zu den politischen Hauptströmungen
Je größer der Einfluss einer politischen Richtung ist und je stärker sie sich von anderen Richtungen unterscheidet, desto eher wird der Begriff Ideologie im politischen Diskurs im abwertenden (pejorativen) Sinne als Vorwurf verwendet, um den Gegner als weltfremd, unzulänglich, korrupt, unsozial usw. darzustellen. Man unterstellt, dass ein Standpunkt deswegen nicht stichhaltig sei, weil er auf einer politischen Ideologie basiere. Der eigene Standpunkt wird demgegenüber implizit oder explizit so dargestellt, dass er auf einer nüchternen Analyse der Wahrheit, dem gesunden Menschenverstand oder auf einer nicht in Frage zu stellenden Ethik beruhe. Dies kann indes die jeweilige Gegenseite in vielen Fällen mit dem gleichen Recht für sich in Anspruch nehmen. Unausgesprochene Ideologeme (einzelne Elemente einer Ideologie) beherrschen oft die politische Debatte, ohne dass dies in der Diskussion immer bewusst wird.
Erheben die Machthaber eines Staates ein System von Ansichten und Aussagen zum politischen Leitbild – das zumeist den Anspruch auf Allgemeingültigkeit erhebt –, spricht man von einer Doktrin. Sie ermöglichen nicht selten gesellschaftsgefährdende Zustände (z. B. Rassismus, Sexismus, Anti-Pluralismus) bis hin zu extrem destruktiven Handlungen (z. B. Inquisition, Holocaust, Despotie u. a.).
Zu unterscheiden ist die Ideologie selbst von den Theoretikern, auf die sie sich beruft. Meist werden nur die Grundelemente der politischen Theorien von politischen Wortführern genutzt, um die vertretene Bevölkerungsgruppe zu einer durchsetzungsfähigen sozialen Bewegung zu einigen. Das Ausmaß des Theoriegebäudes ist in den einzelnen Ideologien sehr unterschiedlich. Während etwa der Nationalsozialismus sich kaum ausgefeilter Theorien bedient, sind die liberalen und sozialistischen Theoreme, auf die sich die entsprechenden Bewegungen berufen, sehr zahlreich.
Wichtige politische Ideologien, die sich in Europa bereits im 19. Jahrhundert in der Folge der Französischen Revolution und des Aufkommens der sozialen Frage entwickelten und bis heute bestimmende Hauptströmungen darstellen, sind der Liberalismus, der Konservatismus, der Sozialismus, der Kommunismus und der Anarchismus. Weitere wichtige politische Ideologien sind etwa der Nationalismus, der Faschismus und der Nationalsozialismus. Der seit den 1970er Jahren aufkeimende Islamismus hat Kritiker des Islam dazu gebracht, in dieser Religion per se ebenfalls eine politische Ideologie zu sehen. Ebenfalls per Fremdzuschreibung als Ideologie bezeichnet wird neuerdings der „Ökologismus“ (bzw. Grüne Politik).

## Entstehung
Die seit dem 17. Jahrhundert in Intellektuellenkreisen diskutierten liberalen und demokratischen Ideen führten zu einer sich zeitgleich entwickelnden konservativen Gegenposition. Durch die und nach der Französischen Revolution änderte sich die politische Debatte tiefgreifend. Ganze Bevölkerungen (der Alphabetisierungsgrad war bereits sehr hoch) wurden politisiert. Hinzu kam die durch die industrielle Revolution entstandene soziale Frage. Diese löste die ständischen Sozialstrukturen auf und führte zur allmählichen Herausbildung industrieller Arbeitsformen, eines neuen Arbeitsethos, zu einer starken Bevölkerungszunahme und Massenarmut (Pauperismus). Die Bekanntheit politischer Ideen und der Wille der neuen politisch-sozialen Bewegungen, ihre Interessen durchzusetzen, führte zum Entstehen der ersten politischen Ideologien.

## Kurzdarstellung der historisch grundlegenden politischen Ideologien

### Liberalismus
Wichtige Theoretiker, aus deren Konzepten der Liberalismus seit Ende des 18. Jahrhunderts seine politischen Forderungen ableitet, sind Thomas Hobbes, John Locke, Charles de Montesquieu, Adam Smith, Immanuel Kant, Jeremy Bentham, John Stuart Mill, Alexis de Tocqueville, im 20. Jahrhundert Friedrich August von Hayek, John Rawls, James Buchanan und Robert Nozick.
Die wichtigsten Prinzipien des Liberalismus sind das Recht auf Selbstbestimmung, die Freiheit gegenüber dem Staat und die Beschränkung politischer Macht sowie die Selbstregulierung der Wirtschaft auf der Basis des persönlichen Eigentums.
Ausgehend von dem in der Aufklärung prominenten Konzept des Individualismus entfalteten die liberalen Theoretiker die grundlegenden Ordnungsvorstellungen der modernen liberalen Demokratie: Volkssouveränität, Gewaltenteilung, Wahlen, das Repräsentationsprinzip, Religionsfreiheit, Toleranz und das Rechtsstaatsprinzip. Als zentrale ökonomische Prinzipien entstanden die Idee von der Vertragsfreiheit, des freien Marktes, der Freihandel und der freie Wettbewerb.
Träger des Verlangens nach solcher politischer Veränderung, z. B. dem Aufheben der noch bestehenden feudalen Einschränkungen, wurde zunächst das aufstrebende Bürgertum, welches sich zuerst in England entwickelte. Dort durch die Glorious Revolution und in den USA durch die Bill of Rights und die amerikanische Unabhängigkeitserklärung wurden die liberalen Ideen als Erstes umgesetzt (erster Verfassungsstaat).
Die Verelendung großer Bevölkerungsschichten im Zuge der Industriellen Revolution im 19. Jahrhundert stellt den Liberalismus vor große Probleme und führt zur Entwicklung der Strömung des Sozialliberalismus (John Stuart Mill, in Deutschland Friedrich Naumann, gegenwärtig John Rawls). In der Mitte des 20. Jahrhunderts entwickelte sich der Neoliberalismus bzw. Ordoliberalismus (Walter Eucken, Ludwig Erhard), der einen Ordnungsrahmen für die Wirtschaft sowie sozialstaatliche Eingriffe fordert und das Konzept der Sozialen Marktwirtschaft entwickelte.

### Konservatismus
Zentrale Theoretiker sind Edmund Burke, Juan Donoso Cortés, Joseph de Maistre, Adam Heinrich Müller und Carl Schmitt. Als Ideologie entwickelte sich der Konservatismus als Gegenpol zur Französischen Revolution, Träger waren vor allem die alten Eliten wie der Adel und der Klerus.
Wichtigste Forderung ist die organische Gemeinschaft, an der sich die Politik primär auszurichten hat und deren Ordnung sich von der Religion her bestimme, aber auch von den als gegeben betrachteten menschlichen Unterschieden her (z. B. den unterschiedlichen Rollen des Mannes und der Frau in der Gesellschaft) und den gesellschaftlichen Traditionen. Traditionsbewahrung und langsame gesellschaftliche Entwicklung werden schnellen Veränderungen vorgezogen.

### Sozialismus
Neben der Strömung des Marxismus mit deren Gründungsvätern Karl Marx und Friedrich Engels sowie den nachfolgenden Theoretikern unterschiedlicher Ausrichtung, wie Wladimir Lenin, Leo Trotzki oder Mao Zedong, existieren auch andere sozialistische Strömungen und Theoretiker. Dabei sind besonders zu nennen Robert Owen, Henri de Saint-Simon, Charles Fourier, Pierre-Joseph Proudhon oder Ferdinand Lassalle.
Im Frühsozialismus (Ende 18. Jahrhundert bis ca. 1848) führt die soziale Frage zu Utopien von neuen politischen wie ökonomischen Gesellschaftsformen. Gleichheit, Freiheit und Solidarität und der Glaube an das Gute in allen Menschen unter entsprechenden gesellschaftlichen Bedingungen sind die zentralen Maxime.
Durch Karl Marx wird im 19. Jahrhundert als Abgrenzung zum Frühsozialismus (utopischer Sozialismus) der so genannte wissenschaftliche Sozialismus begründet. Durch die Arbeitsteilung in der Industriegesellschaft werde der Arbeiter (aus der Klasse der Proletarier) seinem Produkt entfremdet und seine Tätigkeit werde ihm zur Qual. Der von ihm erwirtschaftete Mehrwert werde von einem anderen Menschen (aus der Klasse der Kapitalisten) abgeschöpft. Dies stelle eine von Menschen gemachte Ungerechtigkeit dar, die u. a. zur zunehmenden Verelendung des Proletariats führe, die aber veränderbar sei. Nach Marx’ Geschichtstheorie, dem von Engels so genannten historischen Materialismus, wird die Gesellschaftsform des Kapitalismus daher verschwinden wie die Urgemeinschaft, die Sklavenhaltergesellschaft und der Feudalismus vor ihm. Nach einer proletarischen Revolution solle nach Marx zunächst die Diktatur des Proletariats (Sozialismus) entstehen, in der das Privateigentum an Produktionsmitteln aufgehoben sei. Diese Diktatur solle schließlich zur klassenlosen kommunistischen Gesellschaftsform (Kommunismus) führen.
Marx’ enger Weggefährte Friedrich Engels entwickelte Marx’ Ideen weiter zum historischen Materialismus. Lenin, Stalin und Mao Zedong betonten später sehr stark die Rolle der kommunistischen Partei und verfassten Theorien bezüglich des Aufbaus des Sozialismus (siehe auch Dialektischer Materialismus).
Träger der sozialistischen Ideen ist vor allem die Arbeiterschaft, die sich seit Mitte des 19. Jahrhunderts in Europa in Arbeitervereinen und -parteien organisierte. Zu Beginn des 20. Jahrhunderts kam es zur Spaltung der zuvor überwiegend marxistisch orientierten Arbeiterbewegung. Der Kommunismus blieb revolutionär, z. B. Oktoberrevolution in Russland 1917. In Westeuropa wandelten sich Teile der anfangs noch revolutionären Sozialisten hin zu einem demokratischen, reformorientierten Sozialismus (Sozialdemokratie).

## Belege und Anmerkungen
1. ↑  Klaus von Beyme: Politische Theorien im Zeitalter der Ideologien: 1789–1945. VS Verlag, 2002, ISBN 3-531-13875-8, S. 49.
2. ↑  Klaus Schubert, Martina Klein: Das Politiklexikon. 5., aktual. Auflage. Dietz, Bonn 2011. Stichwort „Ideologie“.
3. ↑  Vgl. Max Weber: Die protestantische Ethik und der Geist des Kapitalismus. 1904/05.
4. ↑  Bundeszentrale für politische Bildung: Liberalismus. In: bpb.de. 7. Oktober 2021, abgerufen am 13. Februar 2024.